# Dendrogeomorfologi
Dendrogeomorfologi innebär användning av dendrokronologi inom geomorfologin. Detta är möjligt i de fall då träd eller delar av träd påverkas av geologiska fenomen eller inbäddas i sediment. Utvecklingen av en meandrande flod kan rekonstrueras genom dendrokronologiska analyser av de träd som vuxit på stränderna och underminerats när flodens lopp förskjutits. Träden har då fallit ner i vattnet och så småningom bäddats in i sediment där de kan bli bevarade mycket länge. Genom att datera sådana träd kan man följa föändringen av flodens lopp bakåt i tiden.
Också jordskred, vulkanutbrott och tsunamivågor kan begrava träd, så att årsringarna i dessa senare kan användas för att fastställa tidpunkten för händelsen.
Ett annat fenomen som kan utnyttjas är att jordrörelser registreras av växande träd, genom att de bildar asymmetriska ringar och tjurved när de försätts ur sitt läge. Spåren av sådana rörelser kan därför i efterhand studeras genom analyser av årsringarnas asymmetrier i de träd som vuxit på en sådan plats.